# 地域医療機能推進機構諫早総合病院
地域医療機能推進機構諫早総合病院（ちいきいりょうすいしんきこういさはやそうごうびょういん）は、長崎県諫早市に所在する独立行政法人地域医療機能推進機構が開設運営する医療機関（病院）である。
長崎県の災害拠点病院の一つであり、また地域医療支援病院の承認を受ける。一般病床にICU・HCUを各4床持つ。通称JCHO諫早総合病院（ジェイコーいさはやそうこごうびょういん）。

## 沿革
（この節の出典）
- 1953年（昭和28年）3月 - 西彼杵郡喜々津村化屋名（現諫早市多良見町化屋）に社会保険喜々津病院として病床数50床にて開院。当初は結核治療を主目的とした。
- 1961年（昭和36年）6月 - 現在地に移転、健康保険諫早病院と改称。
- 1972年（昭和47年）2月 - 健康保険諫早総合病院に改称。
- 1996年（平成8年）12月 - 災害拠点病院に指定される。
- 2004年（平成16年）4月 - 救急告示病院に認定される。
- 2008年（平成20年）10月 - 地域医療支援病院の名称承認される。
- 2011年（平成23年）1月 - 長崎県指定がん診療連携推進病院指定を受ける。
- 2011年（平成23年）3月 - 長崎DMAT（災害医療派遣チーム）の指定を受ける。
- 2014年（平成26年）4月 - 新機構への移行に伴い独立行政法人地域医療機能推進機構 諫早総合病院へ改称。
- 2014年（平成26年）10月 - 認知症疾患医療センター(地域型)開設。

## 診療科目
- 内科
- 神経内科
- 呼吸器科
- 消化器科
- 循環器科
- リウマチ科
- 小児科
- 外科
- 呼吸器外科
- 整形外科
- 皮膚科
- 泌尿器科
- 産婦人科
- 眼科
- 耳鼻咽喉科
- 放射線科
- 麻酔科
- 歯科

## 医療機関の指定・認定
（この節の出典）
- 保険医療機関
- 労災保険指定医療機関
- 指定自立支援医療機関（更生医療）
- 指定自立支援医療機関（育成医療）
- 指定自立支援医療機関（精神通院医療）
- 身体障害者福祉法指定医の配置されている医療機関
- 生活保護法指定医療機関（中国残留邦人等支援法に基づく指定医療機関を含む）
- 結核指定医療機関
- 指定養育医療機関
- 指定小児慢性特定疾病医療機関
- 難病の患者に対する医療等に関する法律に基づく指定医療機関
- 戦傷病者特別援護法指定医療機関
- 原子爆弾被害者医療指定医療機関
- 原子爆弾被害者一般疾病医療取扱医療機関
- 公害医療機関
- 母体保護法指定医の配置されている医療機関
- 地域医療支援病院
- 災害拠点病院
- 臨床研修病院（管理型・協力型[1]）
- 特定行為研修指定研修機関
- DPC対象病院
- 救急告示病院（二次救急）[3]
- 公益財団法人日本医療機能評価機構認定病院[4]

## 交通アクセス
- JR長崎本線・JR大村線・島原鉄道線「諫早駅」より徒歩5分[5]。
- 長崎県営バス・島鉄バス諫早駅前ターミナルより徒歩5分[5]。

## 関連施設
- 健康管理センター

## その他
かつて所在地の近くに佐世保海軍病院諫早分院が存在し、長崎医科大学本部・附属医院・附属医学専門部が移転したことがあった。